# Circunscrições eclesiásticas católicas do Malaui
As circunscrições eclesiásticas católicas do Malauí consistem em duas províncias eclesiásticas e 6 dioceses sufragâneas.

## Conferência Episcopal do Malauí

### Província Eclesiástica de Blantyre
- Arquidiocese de Blantyre
  - Diocese de Chikwawa
  - Diocese de Mangochi
  - Diocese de Zomba

### Província Eclesiástica de Lilongue
- Arquidiocese de Lilongue
  - Diocese de Dedza
  - Diocese de Karonga
  - Diocese de Mzuzu